# Караган-Тепе
37°05′30″ пн. ш. 39°18′10″ сх. д. / 37.0916° пн. ш. 39.3027° сх. д.
Караган-Тепе (тур. Karahan Tepe або Karahantepe) — археологічна пам'ятка у провінції Шанлиурфа на півдні Туреччини. Розташована приблизно за 35 км від іншого відомого археологічного об'єкта Гебеклі-Тепе, але, вірогідно, старіша за нього. На думку деяких вчених, це поселення датується 9000-11000 роками до нашої ери і, таким чином, може бути найстаршим відомим людським поселенням ще докерамічной фази неоліту.
Стародавні споруди Караган-Тепе були виявлені в 1997 році, але розкопки почалися лише в 2019 році. Вдалося відкопати велике приміщення 23 метри в діаметрі. Його центральна частина була висічено в скелі і вона йшла на глибину 5,5 метра від поверхні. Стіни споруди підтримували два великі Т-подібні стовпи, які зараз обвалилися. В приміщення відвідувачі опускалися сходами, а виходили іншими сходами в протилежному кінці споруди. Вважається що тут стояв трон місцевого правителя або скульптура божества. Також тут виявлено понад 250 скульптур, переважно антропоморфних, а також 10 колон що нагадують фалоси та дуже натуралістичні зображення тварин